# Saint-Just (Cher)
Saint-Just é uma comuna francesa na região administrativa do Centro, no departamento de Cher. Estende-se por uma área de 15,12 km². Em 2010 a comuna tinha 655 habitantes (densidade: 43,3 hab./km²).